# Andrzej Bączyński (fizyk)
Andrzej Bączyński (ur. 16 lipca 1933 w Grudziądzu, zm. 25 stycznia 2016) – polski fizyk, profesor zwyczajny, związany z Uniwersytetem Mikołaja Kopernika w Toruniu.

## Życiorys
W 1951, po ukończeniu Liceum Ogólnokształcącego w Chełmnie rozpoczął studia na Wydziale Fizyki Uniwersytetu Mikołaja Kopernika w Toruniu. Studia ukończył w 1955 i przez rok pracował jako nauczyciel w liceum. Od 1956 do emerytury w 2003 pracował na Uniwersytecie Mikołaja Kopernika.
Pracę doktorską (Fotoprzewodnictwo oraz efekt fotowoltaiczny w warstwach polikrystalicznych siarczku kadmu, promotor: prof. Aleksander Jabłoński) obronił w 1963. W 1971 habilitował się na podstawie pracy  Przejścia interkombinacyjne w drobinach wieloatomowych. W 1978 został profesorem nadzwyczajnym, a w 1991 - profesorem zwyczajnym.
Zajmował się  spektroskopią molekularną i luminescencją roztworów. Badał lasery barwnikowe (jego zespół skonstruował jeden z pierwszych takich laserów w Polsce).
Wypromował 8 doktorów, był recenzentem kilku prac doktorskich i habilitacyjnych.
Oprócz pracy badawczej i wykładów był prodziekanem Wydziału Matematyki, Fizyki i Chemii (w latach 1976-1980),  Zastępcą Dyrektora Instytutu Fizyki (1973–76 i 1980-84) oraz kierownikiem Studium Doktoranckiego Fizyki i Astronomii. Po przejściu na emeryturę przetłumaczył jeden z tomów podręcznika Wolfganga Demtrödera.
Pochowany został na cmentarzu parafialnym w Chełmnie.